# 健康で文化的な最低限度の生活
『健康で文化的な最低限度の生活』（けんこうでぶんかてきなさいていげんどのせいかつ）は、柏木ハルコによる日本の漫画作品。小学館『ビッグコミックスピリッツ』にて2014年18号から連載中。
新人ケースワーカーの目を通して生活保護のリアルに迫る青春群像劇。題名は日本国憲法第25条第1項の条文「すべて国民は、健康で文化的な最低限度の生活を営む権利を有する」から採られている。第64回小学館漫画賞一般向け部門受賞（2018年）、第23回手塚治虫文化賞一般部門最終候補作品（2019年）。2024年10月時点で電子版も含めた単行本の累計部数は125万部を突破している。
2018年7月より連続テレビドラマ化された。テレビドラマ版の公式略称は「ケンカツ」。

## 概要
東京都内に所在する架空の特別区「東区（ひがしく）」区役所内の福祉事務所を舞台とする。「東区」という地名から、東京都区部東部の下町地区が舞台となっており、漫画には大きな川と河川敷の風景が頻繁に登場する。
原作漫画では、東区の公式ゆるキャラはシダレヤナギの「しーだくん」と「やーなちゃん」（テレビドラマ版では公式ゆるキャラが変更されている）。

### 制作の背景
柏木自身はもともと自己責任論者のような考え方で、漫画家という職業柄「プロになれたのは努力したからで、なれないのは努力が足りない」と思い、自身のアシスタントにも「もっと頑張らなければ漫画家になれない」と叱咤激励していたところ、アシスタントが無口になってしまったため反省した経験もあったという。また社会運動家の湯浅誠や作家の雨宮処凛の著作などを読み、社会問題について考えるようになったと語る。東日本大震災を契機に社会問題を扱った漫画を描いてみたいと考えるようになったとも述べている。
生活保護を題材としたのは、法テラスに勤める友人から相談に訪れる生活保護受給者について話を聞き、非常に興味を持ったのがきっかけだと述べている。取材では、身寄りがなく孤独死した人の部屋で特殊清掃業者が遺品整理を行うのに同行したこともあるという。
柏木は「『健康で文化的な最低限度の生活』というタイトルは思いつきで付けたものだが、今となっては良いタイトルで、人権をどうとらえるかというのがこの漫画の最終的なテーマになる」と述べている。
朝日新聞のインタビューで、日本国憲法第25条で保障された生存権について、柏木は以下のように述べている。
柏木はまた「この漫画では生活保護の不正受給といった生活保護問題にも取り組んでいくが、高校生のアルバイト代の未申告（後述）など、必ずしも明確に悪意があるケースばかりではなく、そのようなケースを描くことで生活保護に対する偏見をなくしていけるかもしれない。考え方や価値観を押し付けるのではなく、問いを投げかけるような作品にしたい。生活保護制度に対して否定的な考えを持っている方にこそ読んでほしい」と述べている。

第1話で自殺した受給者が出たことに悩む主人公に「1ケース減って良かったじゃん」と慰めるケースワーカーが登場するが、実際に取材していて、そういうケースワーカーが実在することを耳にしたと柏木は述べている。
連載開始以来、各種メディアで取り上げられている。作品の発表以降、柏木はケースワーカーの講演会に呼ばれ、作品が自治体職員の研修に使われるなどしている。

### コミックス8巻の加筆修正
2020年6月30日、第9巻の発売と同時に第8巻『子供の貧困編』に収録された第71話について、柏木ハルコの強い希望により、電子書籍版のみ15ページに及ぶ加筆修正が行われた。柏木はこの件について「第8巻を読み返してさまざま思うところあり、加筆修正いたしました。すでに単行本を購入されている方には大変申し訳ないのですが」と述べている。

## あらすじ
東京都東区（ひがしく）役所に就職した義経えみるは、福祉事務所生活課に配属される。生活課は生活保護業務を担当し、生活保護受給者と日々接して人の生死に関わるハードな職場である。社会福祉制度に全く知識をもたないえみるは配属先に不安を覚えるが、配属早々、先輩ケースワーカーの半田から110世帯の担当を任されてしまう。
半田に助けられながら、必死に仕事を覚えていくえみるだったが、生活保護受給者の男性の自殺、母親から児童虐待を受けていることをうかがわせる子供との会話、精神疾患を持つ女性からの暴言など、次々に衝撃的な体験を経験していく。
やがて、えみるはケースワーカーとしての自覚を深め、生活保護制度に関して本格的に勉強を始める。一方、えみると同期の新人ケースワーカーたちも深刻なケースに遭遇し、それぞれ苦悩していた。

## 登場人物

### 東区役所東部福祉事務所生活課
義経えみる（よしつね えみる）
本作のヒロイン。2係の新人ケースワーカー。23歳→24歳。学生時代は「自然と親しむ会」のサークルに入っていた。勤務地と異なり、茨城県水戸市に実家が在る。
優しい性格だが、幼い容姿とマイペースな所があり入庁式では自分の配属部署がわからず、あたふたしてしまうなどの失敗を起こすなど度々周囲から咎められている。発達障害があるのか性格の問題かは不明だが、他人の顔色などがわからない鈍感な性格で、そのため多くの人間と接しなければならない現在の仕事は自分に向いていないと思っている。しかし、担当していた平川孝則が自殺をほのめかす電話を事前にしていたにもかかわらず、うまく対応できずに自殺してしまったこと、そして平川が真剣に生きていたことを知り、二度と同じような経験はしたくないと、彼女なりに真剣に生活保護受給者たちと向き合うようになる。
五反田からは「スタンドプレーは周囲に迷惑かけるだけ」「ケースワーカーは便利屋じゃない」と諭されるが、半田からは「巻き込まれないと見えないこともある。義経さんは伴走者になる力を持っている人」と評価されている。
栗橋千奈（くりはし ちな）
義経えみるの同期で1係の小柄でショートカットが特徴の新人ケースワーカーの女性。民間企業での2年間の勤務経験がある。退社後は週一で学習支援ボランティアとして子供たちに教えている。生真面目で厳格な性格で優秀などえみるとは正反対な人物。理不尽な事には生理的に受け付けない程正義感が強い。
生活保護手帳の内容を頭に入れており、新人ケースワーカーとは思えないほどテキパキと仕事をこなす。一方で独善的なところがあり、自分の思い通りに動かない保護世帯を平然と切り捨てようとする。しかし、自分が担当していた中林吉次が「仕事を探す気がない」と保護を打ち切ろうとしていたところ、字が読めないために就職できずにいたこと知り自責の念にかられた。この件以降は受給者の話に耳を傾けることを心がけるようになる。
社会的弱者に対して感情移入してしまい、涙を流す一面もある。
七条竜一（しちじょう りゅういち）
義経えみるの同期で2係の新人ケースワーカー。母子家庭で苦労して育ててもらったため、甘えている受給者が許せないと語る。熱血漢で職務熱心だが、えみる同様に他人の顔色がわからないところがある。故意ではなかったものの、母子家庭の岩佐朋美に対し、プレッシャーをかけすぎて追い詰めてしまったことを精神科医に指摘され苦悩する。
後藤大門（ごとう だいもん）
義経えみるの同期で3係の新人ケースワーカー。福祉職採用。人の話を聞くのが好きなので家庭訪問は苦にならない。また、相談に来た人にも穏やかに接する。
桃浜都（ももはま みやこ）
義経えみるの同期で3係の新人ケースワーカー。真ん中分けの女性。えみる同様、仕事内容を十分理解していないが、温和な性格でいつも笑顔を浮かべて相談者に対応している。
小島
ケースワーカー。平川が自殺した後に、担当だったえみるに対して「1ケース減って良かったじゃん」とこっそり伝える。
1年後に地域振興課へ異動する。
秋月千代
就労支援員。「稼働年齢層徹底調査」で稼働能力ありと見られる生活保護受給者に対し、ケースワーカー（主にえみるら新人ケースワーカー）に協力して就労指導を行う。七条担当の岩佐朋美が面接室から出たときの様子が思いつめた表情と感じたため、彼女に求職活動を休むことを提案する。
沢尻（さわじり）
ベテランの面接相談員。生活保護受給希望の相談を最初に受け、ケースワーカーに引き継ぐ。
半田（はんだ）
先輩ケースワーカー。ケースワーカーとしての能力は非常に高い。えみるの良き相談相手であり、的確にえみるをフォローする。常に飄々としているが、時折深刻な表情をし、受給者を守るためには「嘘も方便」とするなど、とらえどころがない性格。漫画では普段は眼鏡の奥の目が描かれていないが、真剣な表情になると目が描かれる。
京極（きょうごく）
係長。区の財政状況に対する責任感が強く、財政支出を極力減らすため、一人でも多くの受給者を就職させ経済的自立につなげるよう、部下らに激しくハッパをかける。
須永吉次
課長。島岡の件では、父親の雷が総合病院の部長であったため扶養照会を認める立場で、島岡の自殺未遂の件があった際でも変わらずにいるが、親子関係の聞き取りができていなかったことで自殺未遂を招いたことは後悔する。
鹿間みなみ（しかま みなみ）
えみるたちの後輩ケースワーカー。自身の出身家庭が中学・高校と生活保護を受けて育ち、福祉職への就職を目標としていた。ゆえにケースワーカーの仕事にやりがいを持って取り組んでいる。
桜井利男（さくらい としお）
生活課1係係長。京極と同じく、財政に対して厳しい態度をとる。
五反田和弥（ごたんだ かずや）
義経えみるの先輩ケースワーカー。生活課の仕事に非常に不満を持っており、異動希望を出していたが通らず残ってしまった。新卒で民間企業に就職したがブラック企業であったため、一念発起して公務員試験を受けて合格したのだが、生活課に配属になってしまったことを悔やんでいる。自己責任論者であり、生活保護受給者を「行き場をなくしたクズども」と侮蔑し、隣人トラブルの相談には「そんなんでホイホイ転居費用、出すわけないでしょ」と冷淡に追い払う。飲み会では泥酔して「こんな誰もやりたがらないドブさらいみたいな仕事」と不満をぶちまける。島岡光への生活保護支給にも最後まで反対した。

### 生活課の協力者
山内智之（やまうち ともゆき）
福祉保健局保護課 監査官。
吉安裕造（よしやす ゆうぞう）
東区保健福祉部長。
金子いくよ（かねこ いくよ）
東区子ども家庭支援課 ソーシャルワーカー。

### 生活保護受給者・申請者の各ケース
丸山のケース
えみるが半田と一緒に初めて世帯訪問した75歳の女性。モモちゃんと呼ばれる小学4年生の孫と暮らしている。歩くのがきつくて1日中在宅している。以前に脳梗塞を患い、ガスコンロの消し忘れや排尿処理がうまくいっていない形跡があり、認知症の疑いがある。この訪問で担当が半田からえみるに変わる。
1年後、「区民ふれあいまつり」でモモちゃんがイキイキした表情でダンスをするのを応援する。
平川孝則のケース
担当はえみる。元会社員で過労により精神疾患にかかる。山と登山が好き。えみるが丸山の世帯訪問から戻ってきた直後、彼女にこれから自殺する旨の電話をする。えみるが近所の親戚に確認したところ、日頃から同じような電話をしていると聞かされ放置したところ、本当に自殺した。えみるは平川の自殺後、彼の部屋を見て、生活保護を受ける人々にはその人なりの人生があることを知り、ケースワーカーとしての自覚を持つに至る。後日、以前から折り合いが悪かった父親が息子の骨壺を持ってえみるのいる福祉事務所を訪れ、息子が最後にどんなことを言ってきたかを聞いた。
岩佐朋美（いわさ ともみ）のケース
担当は七条。夫からのDVで離婚した2児の子供をもつシングルマザー。就労意欲は高く、昼は介護の正社員で夜は居酒屋のパートを掛け持ちして早く生活保護から自立しようとしたが、居酒屋の客として来ていた介護職の上司に居酒屋のパートをしているところを見られ、その介護職を兼業禁止のために解雇される。再度就労意欲を見せるものの、担当の七条の職務熱心な態度もプレッシャーとなり追い詰められていた。
係長の京極は彼女を精神科医に診てもらうように提案し、診察の結果うつ病と診断される。生活保護を受けている後ろめたさに加え、担当の七条の職務熱心な対応で追い詰められたことも一因となる。また、家庭内暴力のトラウマから心的外傷後ストレス障害（PTSD）の傾向も見られる。
阿久沢正男（あくさわ まさお）のケース
担当はえみる。元自営業。就労指導を受けている最中に咳が止まらなかったが、健康診断では問題はなかった。えみるが世帯訪問すると借金を返済していることが発覚した（なお、生活保護費から借金を返済することは制度上禁じられている）。
えみるから債務整理のため法テラスに相談するよう勧められるが、頑なに拒否していた。そこで半田が同席し、印刷業を営んでいたが会社を倒産させてしまい莫大な借金を負い、妻子と別れ借金を返済することこそ贖罪の方法と話したことにより打ち解け、法テラスへの相談を決意する。法テラスに相談した結果、過払いが発生していることが発覚。借金から開放された上に過払金が100万円以上戻ってきて生活保護からも自立する。
自立してから1年後、宅配ピザの配達員をしている。
中林吉次（なかばやし よしつぐ）のケース
担当は栗橋。54歳の男性。前の職場を人間関係トラブルで退職してから2年以上働いていない。栗橋は彼がやる気を出して求職活動をしているように見えなかったため指示書を送り、指導に従わなければ生活保護を打ち切ろうとしたが、栗橋抜きの自身と上司2人との聴聞会で字が読めないことが発覚する。字が読めないことで他人から騙されバカにされ、辛い思いをしてきたため、自分からは字が読めないことを言い出せなかった。
日下部さとみ（くさかべ さとみ）のケース
担当はえみる。寝たきりの父親を抱えた母子家庭の受給者。
穏やかな性格でえみるにも感謝の言葉をかける。長男で高校生の欣也（きんや）が福祉事務所に申告せず、アルバイト収入を得ていたことが発覚したことで事態は暗転する。欣也はさとみが生活保護を受ける際に、アルバイトをする際は福祉事務所に申告する旨の署名をしたが、担当者の説明をよく聞いて理解しておらず、さとみに隠れて回転寿司店でアルバイトし、得た収入で音楽活動をしていた。アルバイト収入の全額返還をえみるから通告され、音楽の夢を絶たれて、自暴自棄になって一時家出する。
その後、さとみとともに欣也が福祉事務所を訪れて話を聞き、えみると半田は2人に制度をよく説明し、アルバイト収入の返還金を払うことで納得させる。今後も福祉事務所と学校の許可を得た上でアルバイトを続けて家計を助けることになる（正確に収入申告することで、勤労控除により全額ではないが手元に残る）。
1年後も引き続き、返還金を月3万円ずつ福祉事務所に返済し続けている。欣也は「家計を助けるため資格を取りたい」と看護専門学校への進学を希望しているが、学力の面で心配がある。そこで、学習支援のボランティアに通っている。
水原律子のケース
担当は桃浜。64歳の女性。沢尻の生活保護の相談を受けたあとに、桃浜に引き継ぐ。家宅訪問で桃浜は息子から援助を受ける扶養照会で話を進め、彼女は水原の息子に手紙を送ったが、拒否で返送された。
島岡光（しまおか こう）のケース
担当はえみる。26歳の青年。去年11月までパチンコ店員として働いていたが、うつ病となったため退職する。福祉事務所に訪れ、生活保護を受けたいと申し出る。沢尻の生活保護の相談を受け、父親への連絡・扶養照会は一切しないでほしいと伝える。新しい住居が見つかるまでは保護施設 「あおい荘」に住むことになり、そこでえみるは父親への連絡・扶養照会は一切しないでほしい理由を聞くが、理由も言いたくないと口を閉ざしてしまう。えみるは制度上必要であるからと父親に連絡すると、父親は自分が扶養するから生活保護は受けさせないと言う。
光は父親と面会することも拒否し、父親が面会に来たことのショックから列車に飛び込み自殺未遂をして、怪我を負い入院する。その後の診察で、幼少時に父親から性的虐待を受け心的外傷後ストレス障害（PTSD）を患っていることが明らかとなる。医師の判断で父親とは縁を切って治療すべきと助言され、福祉事務所は生活保護の支給を決定する。退院してアパートの入居場所を変更し、担当がえみるから栗橋に変わる。
林京子（はやし きょうこ）のケース
75歳の女性。夫からのDVにより高知県から息子のアパートに逃げてきた。福祉事務所玄関前で、登庁してきたえみるに生活保護で助けを求めた。しかし生活保護の申請は世帯単位で、単身用アパートでも2人で住んでいれば1人だけ生活保護を受給することはできない。そこで一時的に民間施設に入居してもらい、生活保護を支給される。
赤嶺岳人（あかみね たけと）のケース
担当はえみる。39歳の男性。沖縄県出身。離婚歴ありで十数年会っていない18歳の娘がいる。母親の葬式にも出なかった。実の兄は、既にほぼ見限るような態度を取っている（ただし岳人が救急搬送された時に見舞いには来た）。職を転々とし、バイク事故がきっかけで生活保護を支給される。
えみると初面談から1か月後に急性膵炎で救急搬送され、アルコール依存症の疑いがありしばらくの入院が必要であるにもかかわらず、翌日に病院を勝手に退院してしまった。退院後は、えみるの世帯訪問時に別れた娘のために禁酒する約束をするが、一向に酒をやめずにいた。
しばらくして、えみるが世帯訪問すると応答がなかったため、大家と救急隊を呼んで部屋に入るとあおむけに倒れていた。すぐに救急搬送され、アルコール依存症とアルコール専門病院の入院の診断を受ける。退院間近にえみるたちと一緒に部屋の大掃除をする。
退院後は、自助グループ（断酒会）のミーティングに参加するかたわら、居酒屋のバイトをするようになるが、客からの苦情で嫌気が差し厨房でつい酒を飲んでしまい一時失踪する。やがて河川敷にいるのをえみるに見つかり、自助グループの施設長に謝罪する。
佐野美琴（さの みこと）のケース
担当は栗橋。祖母・母も生活保護を受給していた。子供の貧困・母子家庭・生活保護受給者の妊娠・出産、貧困の連鎖などを描いている。
押尾雄也（おしお ゆうや）のケース
担当はえみる。第9巻から無料低額宿泊所や生活保護ビジネス（貧困ビジネス）の闇を描いている。育ちのいいお前ら（ケースワーカー）には何もわからないとえみるをなじる。オレンジパルムというアパートに集められ、家賃が1日3千円、光熱費が月1千円、食費月4万円で出る食事はカップラーメンなど粗末なものばかり、管理費と称してシャワーやエアコンを使うたびに借金にされていた。その上で、借金返済の名目で強制労働をさせられていた。逆らうと暴力を振るわれるため、オレンジパルムからは失踪者が多数発生している。

## 書誌情報
- 柏木ハルコ『健康で文化的な最低限度の生活』小学館〈ビッグコミックスピリッツ〉、既刊13巻（2024年11月12日現在）
  1. 2014年8月29日発売、ISBN 978-4-09-186357-7
  2. 2015年1月30日発売、ISBN 978-4-09-186746-9
  3. 2016年1月29日発売、ISBN 978-4-09-187435-1
  4. 2016年8月30日発売、ISBN 978-4-09-187810-6
  5. 2017年5月30日発売、ISBN 978-4-09-189513-4
  6. 2018年1月30日発売、ISBN 978-4-09-189786-2
  7. 2018年8月30日発売、ISBN 978-4-09-860064-9
  8. 2019年6月28日発売、ISBN 978-4-09-860320-6
  9. 2020年6月30日発売、ISBN 978-4-09-860643-6
  10. 2021年3月30日発売、ISBN 978-4-09-860871-3
  11. 2022年2月28日発売、ISBN 978-4-09-861209-3
  12. 2023年8月30日発売、ISBN 978-4-09-862548-2
  13. 2024年11月12日発売、ISBN 978-4-09-863096-7

## テレビドラマ
2018年7月17日から9月18日までカンテレ制作・フジテレビ系の「火曜21時枠」で放送された。主演は吉岡里帆。略称は「ケンカツ」。
原作者の柏木ハルコは「間違った情報を描かないよう監修をつけてほしい」「視聴者の偏見を助長するような表現はしないでほしい」という2点を条件に、テレビドラマ化のオファーを承諾した。
原作漫画と異なり、東区のゆるキャラはドジョウの「どーじょくん」に変更されている。

### キャスト
※〈 〉内の年齢は物語開始時に基づく

#### 東京都東区役所生活課
義経えみる〈22〉
演 - 吉岡里帆（幼少期：古山椛葉）
一般職の新人ケースワーカー。父は高校教師、母は専業主婦という家庭で育つ。
幼少のころから映画マニアで、大学では映画サークルに所属し、映画監督を目指していたが、自身に才能が無かったことに気付き、安定を求めて公務員となる。ただし、帰宅後や余暇のときは専ら大型スクリーンで映画鑑賞をしている、未だに映画マニア。
とんかつの端が大好物なのを「アオヤギ食堂」の面々に伝えてから、端だけのとんかつ定食を用意してもらっている。
半田明伸（はんだ あきのぶ）〈45〉
演 - 井浦新
えみるの先輩ケースワーカー。えみるの指導係でありよき理解者。
ケースワーカーになりたての頃に、40代女性の生活保護受給者を担当する。その女性の20歳の娘が妊娠していて無事出産したが、1年後に幼児虐待で逮捕された。それ以降は、妊娠・出産に関しては慎重の立場をとるようになる。数年後、その幼児は「山本康太」という名前で生活しており、彼に就職先が決まったことを手紙で報告される。
栗橋千奈〈22〉
演 - 川栄李奈
えみるの同期。福祉専門職の新人ケースワーカー。普段は笑うことが少ない。
業務を事務的にこなし、指示に従わない生活保護受給者に対して指示書を送付し、それでも改善の余地がない場合は、受給を止めるポリシーを持つ。
不定期で退庁後に子どもの学習支援のボランティアをしている。前述の性格から子供たちに普通に教えても「優しく教えて」と注意されることが多い。中林のはがきを見て微笑んだときは、ケースワーカーたちに「笑った」と茶化される。
七条竜一（しちじょう りゅういち）〈22〉
演 - 山田裕貴
えみるの同期。一般職の新人ケースワーカー。母子家庭で育つ。急な用事が入ると必ず母親に連絡するマザコン気味。
母子家庭で育ったことから、税金である生活保護費をもらっている受給者を許せず、「頑張りが足りない、甘えている」と断罪する。
第2話では、面談にて自身が担当する生活保護受給者に様々な指摘をし、「誰の味方なのか」と詰問され、何も答えられなかったことで、「自分たちは本当に利用者の味方なのか」と疑問を感じている。えみる一人では手に負えない内容のときは、彼女に同行する。
後藤大門〈22〉
演 - 小園凌央
えみるの同期。一般職の新人ケースワーカー。22年間で一度も彼女をつくったことがない。向井に片想い。
桃浜都〈22〉
演 - 水上京香
えみるの同期。一般職の新人ケースワーカー。温厚な性格。
今まで「家族の絆は絶対」と思っていたが、水原親子の件で考えを改めるようになる。
南英里佳
演 - 安座間美優
一般職のケースワーカー。
向井里香
演 - 谷まりあ
一般職のケースワーカー。
川岸彩
演 - 鈴木アメリ
面接相談員。平川の自殺について、「1ケース減って良かったじゃん」くらいに思って、と担当のえみるに助言する。
須永吉次
演 - 佐伯新
課長。
第7話では、栗橋に対するハローワークの苦情を聞いて、中林の担当を後藤に変えることを栗橋に言い渡す。
石橋五郎（いしばし ごろう）〈50〉
演 - 内場勝則
えみるの先輩ケースワーカー。関西弁で話す。職場ではいつも黒い腕貫を付けている。
過去に担当したアルコール依存症の受給者が亡くなった辛い経験をしてから、受給者一人一人に感情移入しないスタンスをとるようになる。
京極大輝（きょうごく だいき）〈35〉
演 - 田中圭
係長でえみるの直属上司。財政に厳しい。酒は一滴も飲めない。
ギターを壊した欣也に以前使用していたギターをプレゼントする。

#### その他
片岡麻里（かたおか まり）
演 - 阿部純子
阿久沢の娘。第4話で15年ぶりに阿久沢と会い、第7話から一緒に住み始める。第9話で借金を抱えていることが発覚する。
阿久沢には内緒で、夜はキャバクラで働いている。源氏名は「マリン」。第8話終盤で勤務中に倒れ、第9話で妊娠していることが発覚する。借金を抱えているため男とは別れ出産するかどうか迷っていたが、産む決心を固める。
阿久沢に扶養照会を断られ、東区役所生活課に生活保護申請を却下された過去をもち、その理由で借金がかさんで母の節子が亡くなったことにより、阿久沢と生活課に恨みを持ち続けていた。生活保護申請が却下されたことについて、半田から「残念に思う」と遺憾の意を表された。
青柳円（あおやぎ まどか）〈35〉
演 - 徳永えり
えみるの通う定食屋「アオヤギ食堂」店主。言葉遣いが荒く、涙もろい。
保護費で酒を飲んでいる受給者を見たことがあるため、生活保護には否定的。
阿久沢正男〈53〉
演 - 遠藤憲一
えみるが担当した元生活保護受給者。第2話から「アオヤギ食堂」従業員で、閉店後はスーツで帰宅する。
緊張するとよく咳をする。食事は流行を取り入れて1日1食しか食べていない。多額の借金は過払いによるものだった。
ビデオで古い映画を鑑賞するのが趣味で、それがえみると関係を築くきっかけとなった。
第3話で娘・麻里からの手紙で元妻・節子が亡くなったことを知り、直接訪ねた麻里の許可をとって、第6話では親子で節子の墓参りをする。

#### ゲスト
※複数話登場人物には演者名横に（）で登場話を追記
CASE1
平川孝則（ひらかわ たかのり）
演 - 堤匡孝
えみるが担当する生活保護受給者。以前は石橋が担当だった。
彼に妻がいて、妻の看病のために会社を退職し、妻が亡くなった後に貯金が底をつき生活保護を受給するようになる。
これから自殺する旨を日頃から電話をしており、同僚や彼の家族からは普段からの口癖で気にしなくていいとえみるに言うが、しばらくして本当に自殺してしまった。
大道優子
演 - 日比美思
えみるに生活保護の相談に訪れた金髪の女性。数種の障害を患っている。
丸山ハルカ（まるやま ハルカ）〈10〉
演 - 永岡心花（CASE4、CASE8、CASE9、CASE10）
丸山幸子の孫娘で梓の娘。小学4年生。ボランティアで学習支援している栗橋に勉強を教わっている。
両親は6年前に離婚し、母親に引き取られたが、4年前に男と蒸発した。そのため幸子と2人暮らしだったが、第9話で母の梓が戻って来て、一時3人暮らしをする。
幸子がショートステイに入所し、梓が1週間家に帰らない状態だったため、一時的に児童相談所で保護され、梓の許可を経て児童養護施設「ひだまり学園」に入所する。
丸山幸子（まるやま さちこ）〈75〉
演 - 小野和子（CASE4、CASE9）
えみるが担当する生活保護受給者。梓の母でハルカの祖母。以前は半田が担当だった。認知症の疑いがある。
第4話でハルカと共同作業出来るくらいに回復したが、第9話で再び寝たきりの状態となり、認知症の進行が進み、娘の梓によってショートステイに入れられる。
梓を不倫で産んだ子供だったため、女手一つで彼女を育てるが、酒で家をあけることが多く、梓を児童養護施設に入所させる。
日下部欣也〈17〉
演 - 吉村界人（CASE2、CASE3）
聡美の息子。高校2年生。
中学時は荒れていたが、高校時から音楽に興味を持って立ち直り、毎週金曜の夜に駅の西口で路上ライブをしている。
課税調査の結果にて、区役所に申告せずに回転ずし屋「なみ寿司」でアルバイトをし、収入を得ていることが明らかになる。そのことを聡美に内緒にしていた。
えみるから不正受給で全額徴収を言い渡された後、一時は音楽を捨てて家出をしていたが、度重なる彼女の訪問により生活課に来ることを決め、説明を受けて納得し、路上ライブを再開した。
CASE2
日下部聡美（くさかべ さとみ）〈44〉
演 - 江口のりこ（CASE3）
えみるが担当する生活保護受給者。以前は石橋が担当だった。週3パート勤務で、父親を介護している。
きちんと説明をしないで息子の欣也に確認書のサインをさせたことに責任を感じる。
日下部真也（くさかべ しんや）〈73〉
演 - 沼尾義彦（CASE3）
聡美の父。寝たきりで認知症により娘に介護されている。
日下部リナ（くさかべ リナ）〈14〉
演 - 瑞城さくら（CASE3）
聡美の娘で欣也の妹。中学2年生。
欣也がアルバイトをして彼からお金をもらっていることを母の聡美に内緒にしていた。
不正受給で再び欣也が荒れ始めたのは自分のせいと思い、お金を返そうとえみるのいる生活課に訪れる。
武、ドラム担当
演 - 小野寺晃良（CASE3）、門田宗大（CASE3）
欣也と共に路上ライブをしているバンドメンバー。
佐藤権三〈65〉
演 - 五頭岳夫
栗橋が担当する生活保護受給者。
栗橋に老齢基礎年金加算で生活保護が減額になることを説明されて激怒する。
海老原（えびはら）
演 - 西野優希（CASE3、CASE9）
阿久沢がよく行くコンビニの店員。金髪。
客が来ない間は、ゲームをしている。
CASE4
岩佐朋美〈33〉
演 - 安達祐実
七条が担当する生活保護受給者。1年前に夫のDVが原因で離婚したシングルマザー。
岩佐咲（いわさ さき）〈6〉
演 - 吉澤梨里花
岩佐の娘。
岩佐百合子（いわさ ゆりこ）
演 - 清水葉月
岩佐の妹。契約社員。
七条玲子（しちじょう れいこ）
演 - 山下容莉枝
七条の母。息子を女手一つで育ててきた。
精神科医師
演 - 桜井聖
「さえきメンタルクリニック」の精神科医師。
岩佐に「うつ病」と診断をする。
吉野聡子（よしの さとこ）
演 - 井上依吏子
岩佐の飲み仲間。忙しく仕事をしている。
保育士
演 - 福田ゆみ
咲が通う「ひより保育園」の保育士。
CASE5
島岡光〈26〉
演 - 佐野岳（幼少期：藤島隆太郎）（CASE6）
えみるが担当する生活保護受給希望者。常にイヤホンをしてクラシック音楽を聴いている。男性に触られると極端な拒絶反応を示す。大学を中退してから父親の雷と連絡を絶つ。
父親に対する拒絶反応で「あおい荘」を出て、駅のホームで自殺未遂を起こし、「東都大学附属病院」に入院する。
入院中に生活保護の支給が決定される。退院してアパートの入居場所を変更し、担当がえみるから後藤に変わる。
島岡雷（しまおか あずま）〈52〉
演 - 小市慢太郎（CASE6）
島岡の父で「島岡記念病院」院長。
島岡に中学時まで性的虐待をする歪んだ親子愛を持ち続ける。
島岡が入院している「東都大学附属病院」を出入禁止にされるが、名前を京極と偽って閉鎖病棟に入り、島岡の部屋に入る寸前でえみるたちに止められる。
水原典子
演 - 広岡由里子 （CASE6）
桃浜が担当する生活保護受給希望者。
私生活が荒んでいたため、息子の悟に愛想を尽かされ、彼とは約20年間音信不通だった。第6話終了時点で、生活保護の支給が決定されたかどうかは不明。
義経道子（よしつね みちこ）
演 - ふせえり（CASE9、CASE10）
えみるの母。那珂湊に住んでいる。
義経勇一（よしつね ゆういち）
演 - 内藤トモヤ
えみるの父。
義経喜代
演 - 野間洋子
えみるの祖母。
あおい荘の住人
演 - 岩谷健司
石橋が担当する生活保護受給希望者。島岡と相部屋。
CASE6
水原真奈美
演 - 市原茉莉
悟の妻。
生活課に訪れて、桃浜からの手紙を見て悟の母が生存していることに安堵し、悟と水原の親子を会わせたいと考えていることを桃浜に伝える。
水原悟
演 - 宇賀神亮介（幼少期：平野音郁）
水原の息子で真奈美の夫。
当初は「あの人（水原）が死んでも連絡をよこさないでください」とかたくなな態度だった。その後、「今は会う気になれない」としながら、本人・妻・息子の3人で写っている写真を典子に送った。
水原翔
演 - 岩田琉生
悟と真奈美の息子。
3人が映っている写真に、水原が悟にもらったホームランボールを持っていた。
三田早貴子
演 - 西慶子
「東都大学附属病院」の医療ソーシャルワーカー。
京極と電話しているときに、京極と偽った人物が閉鎖病棟に入ったのを聞いて、島岡の病室に雷が入るのを最初に防いだ。
高木紀人
演 - 中脇樹人
「東都大学附属病院」で入院している島岡の主治医。
島岡が父親の雷から性的虐待を受けたことによる心的外傷後ストレス障害（PTSD）を患っていることを明らかにし、父親とは縁を切って治療に専念することを勧めた。
CASE7
中林吉徳（なかばやし よしのり）
演 - 池田鉄洋（幼少期：下川恭平）
栗橋が担当する生活保護受給者。識字障害。大の阪神ファンで、「掛布が引退を発表した日」など、阪神に関わる出来事の月日をすべて記憶している。
ひらがなの書き方を勉強してから就労意欲に目覚め、面接先の企業の社長が中林と同じく熱狂的な阪神ファンだった為、阪神に関する話題を語ったところ、その場で就職内定・就労に繋がった。
途中で担当が後藤に変わった。
坂本夏美
演 - 畑芽育
ボランティアで学習支援している栗橋に勉強を教わっている中学生。
田中耕司
演 - 松嶋亮太
東区ハローワーク担当者。
小泉一真
演 - 関野昌敏
障害者職業支援センター 職員。
中林の父
演 - 徳秀樹
幼少期の中林に勉強が出来ないことで怒鳴る。
中林の姉
演 - ふるかわいずみ（幼少期：庭野結芽葉）
中林の5歳上の姉。中林が幼少期から識字障害であることを知っていた唯一の理解者。
数年前から寝たきりの状態だったが1年前に亡くなった。
CASE8
赤嶺岳人
演 - 音尾琢真
えみるが担当する生活保護受給者。飲酒して妻に暴力をふるったのが原因で妻と娘が家を出てしまう。結婚する前のホスト時代の写真を額縁に入れている。
再度の急性膵炎で入院したときにアルコール依存症と診断され、アルコール医療センターに転院する。退院後は居酒屋のアルバイトをしていたが、再び酒に手を出して一時失踪する。河川敷でえみるに見つかり自助グループの支部長に謝罪してから、態度を改めるようになる。
八代孝
演 - 嶋田久作
依存症自助グループ「アルコホーリクス・セルフ・ヘルプ・グループ」の支部長。自身もアルコール依存症だった。
金森恭子（かなもり きょうこ）
演 - 遊井亮子
半田の知人。アルコール依存症だが、断酒会に参加してから落ち着いている。
五十嵐利江
演 - 松永玲子
赤嶺が救急搬送され入院した「鈴ヶ丘総合病院」の看護師長。
松重美佐
演 - 田川可奈美
「鈴ヶ丘総合病院」の医療ソーシャルワーカー。
永田貴美子
演 - 堀田祥子
赤嶺の転院先でアルコール医療センターのある「東厚生総合病院」の医療ソーシャルワーカー。
キャバクラ店長
演 - 谷田部俊（我が家）
麻里が勤めているキャバクラの店長。
由美子（ゆみこ）
演 - 永峰絵里加
赤嶺の元妻。
美愛（みあ）
演 - 渋谷南那
赤嶺と由美子の娘。現在は由美子と暮らしている。
CASE9
丸山梓（まるやま あずさ）
演 - 松本まりか（CASE10）
ハルカの母で幸子の娘。生まれたとき父親に認知してもらえず、幸子に女手一つで育てられたが、13歳で児童養護施設「にれの木学園」に入所する。そのせいか児童養護施設に対して非常に強い拒否反応を示す。4年間、男と蒸発してハルカを育児放棄したが、第9話で幸子とハルカのいるアパートに戻ってきた。
認知症が進んでいる名目で、えみるに内緒で幸子をショートステイに入所させる。
生活保護費が口座に振り込まれていないことで生活課に怒鳴り込み、彼氏の宮川が半田ともみあいになり、自身も警察に強制連行された。
宮川洋介
演 - 渋谷謙人（CASE10）
梓の彼氏。梓とともに生活課に怒鳴り込む。再三の生活保護費支給要求に対して、えみるたちが応じなかったため、半田ともみあいになり警察に強制連行された。その後も付き合っていたが、生活保護を受給できないと分かった途端に姿を消す。
大園綾
演 - 阿南敦子（CASE10）
麻里が入院している「花沢総合医療病院」の周産期母子医療センター医師。
吉田直子
演 - 田中こなつ
「花沢総合医療病院」の看護師。
北尾心
演 - 彩木りさ子
東区児童相談所 担当者。
えみるに対して、児童養護施設に入れる際は親の同意が必要と忠告する。
ミナ
演 - 糸原美波（劇団4ドル50セント）（CASE10回想）
半田がかつて担当した生活保護受給者の娘。妊娠し出産するか迷っていたが半田の勧めで出産する。しかし1年後に幼児虐待で逮捕された。
ミナの母
演 - 辻しのぶ
半田がかつて担当した生活保護受給者。
警備員
演 - 藏内秀樹
東区役所の警備員。生活課に小学生の女の子が来ていたことを報告する。
野中寛子
演 - 柿弘美
ケアマネージャー。幸子の介護に訪れた際に、梓の相談で幸子をショートステイに入所することを勧める。
野中の同行介護士
演 - 眞野沙耶花
ケアマネージャーの野中とともに、幸子の介護に訪れた。
金子敏邦
演 - 佐藤滋
東区子ども家庭支援課 職員。
CASE10
桑田美希
演 - 峯村リエ
児童養護施設「ひだまり学園」 担当者。ハルカを自身の施設に入れている。
吉川雅則（よしかわ まさのり）
演 - おばたのお兄さん
麻里の彼氏。彼女の件で阿久沢に報告するために「アオヤギ食堂」に訪れる。
片岡節子（かたおか せつこ）
演 - 野中美加子
阿久沢の元妻。麻里の母親。
病気がちで働けない理由で東区役所生活課に生活保護を申請したが却下されたことにより、借金がかさんで亡くなった。

### スタッフ
- 原作 - 柏木ハルコ『健康で文化的な最低限度の生活』（小学館「ビッグコミックスピリッツ」）
- 脚本 - 矢島弘一、岸本鮎佳
- 音楽 - fox capture plan
- 主題歌 - AAA「Tomorrow」（avex trax）[23]
- オープニング曲 - 安田レイ「Sunny」（SME Records）[24]
- ケースワーカー監修 - 衛藤晃（全国公的扶助研究会）
- リーガルアドバイザー - 芦原愛一郎
- 演出 - 本橋圭太、小野浩司、大内隆弘
- プロデュース - 米田孝（カンテレ）、遠田孝一、本郷達也、木曽貴美子（MMJ）
- 制作協力 - MMJ
- 制作著作 - カンテレ

### 放送日程
| 話数                                                                       | 放送日  | サブタイトル                               | 脚本     | 演出     | 視聴率 |
| -------------------------------------------------------------------------- | ------- | ------------------------------------------ | -------- | -------- | ------ |
| CASE1                                                                      | 7月17日 | 生活保護の裏に人間ドラマ…新人公務員が奮闘! | 矢島弘一 | 本橋圭太 | 7.6%   |
| CASE2                                                                      | 7月24日 | 不正受給疑惑! 高校生の秘密                 | 矢島弘一 | 本橋圭太 | 5.5%   |
| CASE3                                                                      | 7月31日 | 夢と金…家族の絆を取り戻せ                  | 矢島弘一 | 小野浩司 | 5.8%   |
| CASE4                                                                      | 8月07日 | 頑張るシングルマザーの孤独                 | 矢島弘一 | 小野浩司 | 5.5%   |
| CASE5                                                                      | 8月14日 | 親子の謎を解け! 半田vs京極                 | 岸本鮎佳 | 本橋圭太 | 4.8%   |
| CASE6                                                                      | 8月21日 | 親子の謎解明! 迫る父の恐怖                 | 岸本鮎佳 | 本橋圭太 | 4.9%   |
| CASE7                                                                      | 8月28日 | 笑わない鉄の女vs働かない男                 | 矢島弘一 | 小野浩司 | 5.3%   |
| CASE8                                                                      | 9月04日 | 死の病と戦え! クズ男の真実                 | 岸本鮎佳 | 大内隆弘 | 5.6%   |
| CASE9                                                                      | 9月11日 | 娘より金 育児放棄の母と対決                | 矢島弘一 | 本橋圭太 | 6.5%   |
| CASE10                                                                     | 9月18日 | 命守る最後の砦…私たちができること          | 矢島弘一 | 本橋圭太 | 5.8%   |
| 平均視聴率5.8%（視聴率はビデオリサーチ調べ、関東地区・世帯・リアルタイム） |         |                                            |          |          |        |

### チェインストーリー
本編終了直後から○.5話として配信され、全話が2018年9月25日までGYAO!で独占配信された。
サブタイトル・キャスト
- 第1.5話 私の苗字は「義経」です
  - 吉岡里帆、川栄李奈、山田裕貴、小園凌央、水上京香

- 第2.5話 所持金67円の高校生
  - 吉岡里帆、井浦新、吉村界人、渡部直也、ホリユウキ、柏原優美、鳥越壮真

- 第3.5話 休憩室は母のカレーと恋の香り
  - 山田裕貴、小園凌央、谷まりあ

- 第4.5話 葉っぱも食べてよ! 栗橋さん!
  - 川栄李奈、水上京香、安座間美優

- 第5.5話 誰にも言えない
  - 内場勝則、佐野岳、岩谷健司、吉岡里帆、小市慢太郎

- 第6.5話 一触即発!? 半田と京極
  - 井浦新、田中圭、山田裕貴、小園凌央、水上京香

- 第7.5話 同期たちのファースト・クリスマス
  - 山田裕貴、小園凌央、水上京香、鈴木アメリ

- 第8.5話 父親が知らない夜の私
  - 阿部純子、市川勇、谷田部俊(我が家)、天木じゅん、河野直樹

- 第9.5話 アオヤギ食堂の勝負メシ
  - 吉岡里帆、井浦新、徳永えり、遠藤憲一

スタッフ
- 原作 - 柏木ハルコ『健康で文化的な最低限度の生活』（小学館「ビッグコミックスピリッツ」）
- 脚本 - 岸本鮎佳、モラル
- 音楽 - fox capture plan
- 特別協力 - GYAO!
- プロデューサー - 米田孝、遠田孝一、本郷達也、木曽貴美子、松村尚
- 演出 - 小野浩司、宮岡太郎、片山雄一、橋本英樹
- 制作協力 - MMJ
- 制作著作 - カンテレ

| カンテレ制作・フジテレビ系 火曜21時枠                     | カンテレ制作・フジテレビ系 火曜21時枠                    | カンテレ制作・フジテレビ系 火曜21時枠               |
| 前番組                                                    | 番組名                                                   | 次番組                                              |
| --------------------------------------------------------- | -------------------------------------------------------- | --------------------------------------------------- |
| シグナル 長期未解決事件捜査班 （2018年4月10日 - 6月12日） | 健康で文化的な最低限度の生活 （2018年7月17日 - 9月18日） | 僕らは奇跡でできている （2018年10月9日 - 12月11日） |